# FK Bars
Der FK Bars, auch bekannt als Bars Karakol, ist ein kirgisischer Fußballverein aus Karakol. Aktuell, Stand April 2025, spielt der Verein in der ersten Liga.

## Geschichte
Der Verein wurde im Dezember 2024 gegründet und startete 2025 in der ersten Liga.

## Stadion
Der Verein trägt seine Heimspiele im Karakol Central Stadium in Karakol aus. Das Stadion hat ein Fassungsvermögen von 8000 Personen.

## Saisonplatzierung
| Saison | Liga     | Level | Platz | Kyrgyzstan Cup |
| ------ | -------- | ----- | ----- | -------------- |
| 2025   | Top Liga | 1     |       |                |

## Trainer
| Trainer             | Nation   | von              | bis   |
| ------------------- | -------- | ---------------- | ----- |
| Aleksandr Krestinin | Russland | 9. Dezember 2024 | heute |

## Aktueller Kader
Stand: März 2025
| Nr. |             | Position | Name               |
| --- | ----------- | -------- | ------------------ |
| 2   | Kirgisistan | AB       | Valery Kichin      |
| 3   | Russland    | AB       | Nikita Lysenko     |
| 4   | Kirgisistan | AB       | Said Datsiev       |
| 6   | Kirgisistan | MF       | Magamed Uzdenov    |
| 7   | Kirgisistan | MF       | Argen Zhumataev    |
| 8   | Russland    | AB       | Aleksey Solovjev   |
| 9   | Kirgisistan | AB       | Bekzhan Sagynbayev |
| 10  | Kirgisistan | ST       | Mirlan Murzayev    |
| 11  | Kirgisistan | MF       | Farkhat Musabekov  |
| 12  | Kirgisistan | ST       | Nurlan Ryspaev     |
| 13  | Belarus     | AB       | Aleksey Abramov    |
| 17  | Kirgisistan | MF       | Nikolay Davydov    |

| Nr. |             | Position | Name               |
| --- | ----------- | -------- | ------------------ |
| 18  | Russland    | MF       | Timofey Kostenko   |
| 20  | Kirgisistan | MF       | Kayrat Zhyrgalbek  |
| 21  | Kirgisistan | MF       | Ermek Kenzhebayev  |
| 22  | Kirgisistan | ST       | Muras Niyazaliev   |
| 26  | Russland    | MF       | Dmitri Velikorodny |
| 27  | Russland    | ST       | Rustam Khalnazarov |
| 34  | Kirgisistan | AB       | Ayzar Akmatov      |
| 45  | Russland    | TW       | Vsevolod Ermakov   |
| 55  | Russland    | AB       | Bogdan Logachev    |
| 68  | Russland    | AB       | Vitali Zaprudskikh |
| 71  | Kirgisistan | TW       | Marsel Islamkulov  |
| 77  | Russland    | ST       | Grigoriy Minosyan  |